# Cinemagrafia
La cinemagrafia —més coneguda com a cinemagraph (en anglès)— és l'art de crear imatges que contenen moviment, són semblants als GIFs (per poder reproduir-les normalment s'usa aquest format) però diferenciant-se d'aquests en què en les cinemagraphs només una petita part està en moviment.
La creació del seu nom prové de dos termes, cinema i fotografia, i fou creat per dos fotògrafs de nacionalitat nord-americana (Jaime Beck i Kevin Burg) l'any 2011, quan van utilitzar aquesta tècnica per crear i millorar les seves fotografies de moda. Començaren utilitzant aquesta tècnica fent fotografies en la Fashion Week de Nova York amb l'objectiu d'experimentar el caminar en la passarel·la i el moviment dels cabells de les models per a la revista de moda Vogue Magazine.
El que diferencia aquestes fotografies de totes les altres és la petita part de vídeo que tenen, que sovint es troba reproduïda en bucle.
L'objectiu d'aquesta mena d'imatges és merament estètic, es busca sorprendre a l'espectador i intentar crear un conjunt de sensacions que, amb les fotografies, encara no es poden arribar a transmetre.

## Procés de creació
Les cinemagraphs es creen mitjançant programari d'edició d'imatges (per exemple, Photoshop) i a partir de la gravació d'un petit clip de vídeo que opcionalment es pot editar amb el software corresponent (com ara el Final Cut).
El primer objectiu és seleccionar un frame d'aquest vídeo com a part fixa de la fotografia i quina part es vol que estigui en moviment. Llavors, el següent pas és crear la fotografia en moviment mitjançant l'ús d'un programari d'edició d'imatges, per acabar exportant-la en el seu format de reproducció final (GIF).
Actualment, i degut als grans avenços tecnològics en telefonia mòbil, hi han algunes aplicacions (APP), com ara Cinemagraph Pro o Flixel, que creen automàticament cinemagraphs a partir d'un vídeo en el qual prèviament s'hi ha seleccionat quina part es vol en moviment i quina no. El nivell de qualitat no arriba al de la creació manual a partir d'un software d'edició d'imatges.

## Galeria

Galeria de diferents cinemagraphs